# Sàn giao dịch Kim loại Luân Đôn
Sàn giao dịch Kim loại Luân Đôn hay Sở giao dịch Kim loại Luân Đôn (tên tiếng Anh: London Metal Exchange, viết tắt: LME) là một sàn giao dịch hợp đồng tương lai với thị trường lớn nhất thế giới về hợp đồng quyền chọn và hợp đồng tương lai cho các kim loại cơ bản và một số kim loại khác. LME cung cấp các hợp đồng với ngày đáo hạn tới 3 tháng từ ngày giao dịch, cùng các hợp đồng dài ngày tới 123 tháng, cũng như các giao dịch thanh toán ngay. LME cũng cung cấp các công cụ nghiệp vụ phái sinh như phòng hộ (hedging), giá tham chiếu toàn thế giới, và quyền chọn giao hàng vật chất để tất toán hợp đồng. Vào tháng 7 năm 2012, các cổ đông của LME đã biểu quyết bán sàn giao dịch này cho Sở Giao dịch và Kết toán Hong Kong (HongKong Exchanges and Clearing) với giá 1,4 tỷ bảng Anh.
LME có trụ sở đặt tại 10 Finsbury Square trong khu Islington, ở phía bắc thành phố London.

## Lịch sử
Công ty Thị trường và Giao dịch Kim loại London (London Metal Market and Exchange Company) được thành lập năm 1877, nhưng thị trường giao dịch kim loại này đã bắt nguồn từ năm 1571 với việc khai trương Sàn giao dịch Hoàng gia tại London vào ngày 23 tháng 1 năm 1571 của thương nhân Thomas Gresham.
Trước khi có Sàn giao dịch, việc kinh doanh được các thương nhân giao dịch trong các quán cà phê ở London bằng cách vẽ ra vòng thay thế tạm thời bằng phấn trên sàn nhà.
Ban đầu chỉ có đồng được giao dịch. Chì và kẽm được bổ sung sau đó nhưng chỉ có địa vị giao dịch chính thức vào năm 1920. Sàn giao dịch đóng cửa trong Chiến tranh thế giới thứ hai và chỉ mở cửa trở lại từ năm 1952. Phạm vi giao dịch kim loại được mở rộng để bao gồm cả nhôm (1978), niken (1979), thiếc (1989), hợp kim nhôm (1992), thép (2008), và các kim loại không cơ bản như coban và molypden (2010). Sàn giao dịch ngừng giao dịch chất dẻo tổng hợp năm 2011. Tổng giá trị giao dịch vào khoảng 11,6 nghìn tỷ USD mỗi năm.
Nhiều giao dịch được thực hiện để giao hàng trong thời hạn 3 tháng. Tập quán này phát sinh từ thời gian khi đồng hàng hóa nguyên được giao kể từ năm 1877 trên các chuyến tàu xuất phát từ các cảng ở Chile.

## Giao dịch hàng hóa
LME cung cấp các hợp đồng tương lai và hợp đồng quyền chọn đối với nhôm, hợp kim nhôm, hợp kim nhôm đặc biệt Bắc Mỹ (NASAAC = North American Special Aluminium Alloy), coban, đồng, chì, molypden, niken, phôi thép, thiếc và kẽm.

## Tiện ích

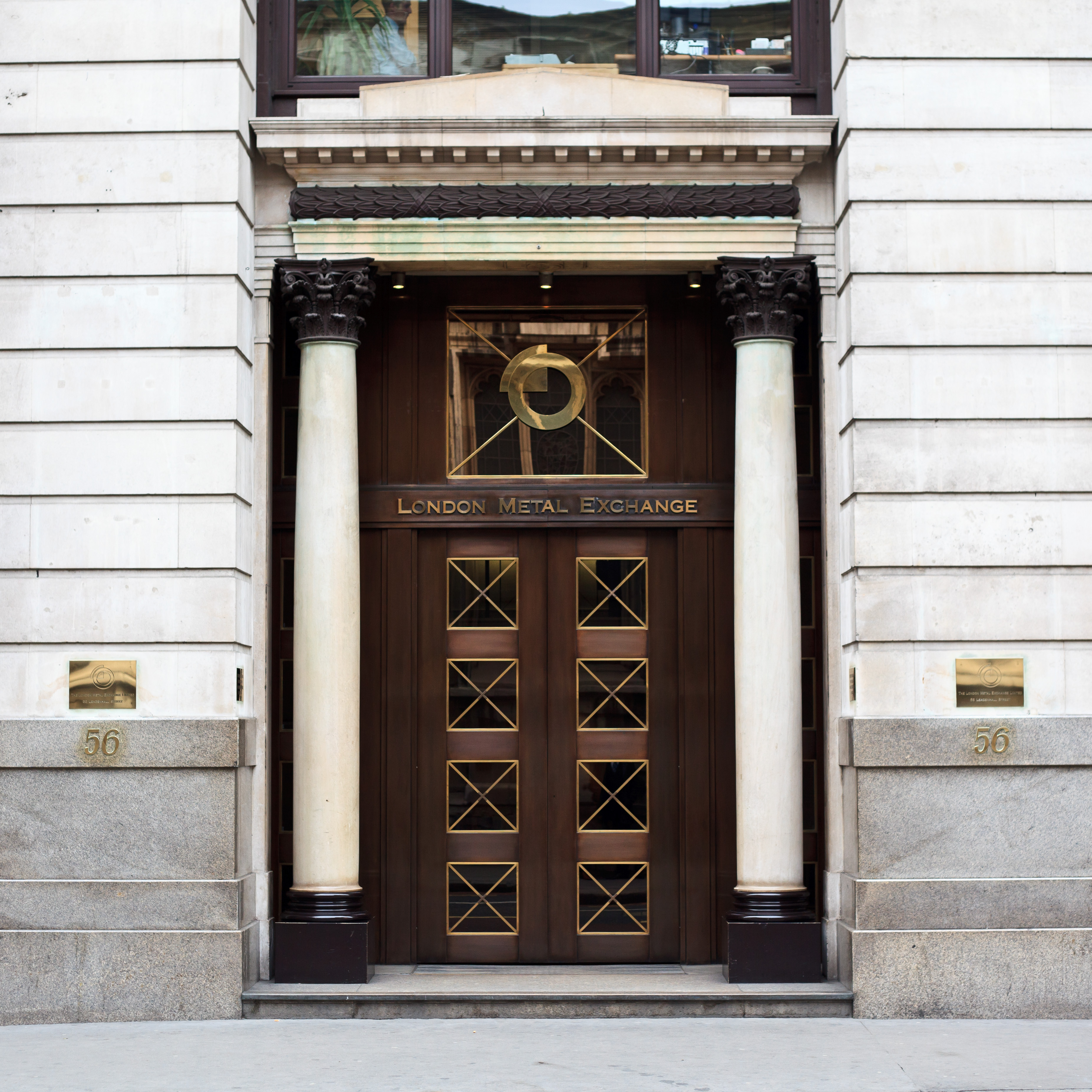
Cửa vào trụ sở LME tại 56 phố Leadenhall trong thành phố London.

Để giao dịch các hợp đồng mua bán kim loại niêm yết tại LME, người ta phải giao dịch qua một thành viên nào đó của LME. Người mua hợp đồng sẽ nhận được một giấy chứng nhận đối với một kho hàng được LME phê chuẩn để thực hiện việc giao nhận hàng vào thời gian cụ thể nếu như người đó có yêu cầu.
LME cũng công bố vào mỗi ngày giao dịch các con số chi tiết về lượng hàng nhập kho và lượng hàng xuất kho đối với từng kho hàng, điều này giúp cho các nhà sản xuất và các nhà tiêu dùng ra các quyết định kinh doanh hợp lý.

## Giao dịch trong sàn
Thời gian giao dịch: 11:40 — 17:00, giờ London.
Hô giá công khai (open-outcry) là cách thức giao dịch cổ nhất và phổ biến nhất trên sàn giao dịch này. Nó là trung tâm của quá trình dò giá, cách thức để thiết lập các mức giá chính thức của LME. Các mức giá này tìm ra từ các giai đoạn có tính thanh khoản cao nhất của giao dịch, là các phiên giao dịch có thời gian ngắn ở trong sàn, và nó có tính đại diện chung nhất cho cung và cầu của ngành công nghiệp này. Giá quyết toán chính thức (official settlement price), mà theo đó các hợp đồng được quyết toán, được xác định bởi giá người bán đưa ra cuối cùng trước khi chuông reo báo hiệu kết thúc phiên giao dịch chính thức trong sàn. Nhưng hiện nay phần lớn các giao dịch của LME thực hiện bằng đặt và khớp lệnh điện tử.
LME cũng cung cấp giao dịch liên văn phòng (inter office) xuyên suốt 24h mỗi ngày, nhưng một phần nhỏ các giao dịch quan trọng nhất vẫn được thực hiện bằng cách hô giá trong sàn. LME cũng có một giao dịch buổi sáng và một giao dịch buổi chiều, trong đó các hợp đồng của mỗi trong số chín kim loại được giao dịch thành hai khối với một phiên 5 phút cho mỗi hợp đồng (các phiên kéo dài từ 11h40 tới 13h10 và từ 14h55 tới 16h15, mỗi phiên bao gồm 10 phút giải lao). Khối giao dịch thứ hai trong buổi sáng là quan trọng trong việc thiết lập các mức giá chính thức (Official Cash Bid/Ask Price, Official 3M Bid/Ask Price v.v) trong ngày. Sau các giao dịch chính thức của các phiên một và hai tương ứng sẽ là 85 phút và 45 phút giao dịch "vỉa hè". Các giao dịch bao gồm hợp đồng tương lai, hợp đồng quyền chọn và quyền chọn trung bình giá giao dịch (TAPO, traded average-price options) - một dạng của hợp đồng quyền chọn kiểu châu Á).
LME là sàn giao dịch cuối cùng ở châu Âu còn áp dụng kiểu giao dịch hô giá công khai.

## Các thành viên giao dịch trong sàn
Các thành viên giao dịch trong sàn có quyền được giao dịch trong sàn trong các phiên giao dịch trong sàn. Họ cũng có thể tham gia vận hành thị trường 24h bằng giao dịch liên văn phòng. Tất cả các thành viên giao dịch trong sàn, trong vai trò là thành viên của London Clearing House, đều được ủy quyền theo Luật Dịch vụ và Thị trường Tài chính 2000 của Anh, và được điều chỉnh bởi Cục Dịch vụ Tài chính (Financial Services Authority).
Các thành viên giao dịch trong sàn là các thành viên kết toán, có đặc quyền giao dịch trong sàn;
- Amalgamated Metal Trading Limited
- ED & F Man Capital Markets Limited
- GF Financial Markets (UK) Limited
- Marex Financial Ltd
- CCBI Metdist Global Commodities (UK) Ltd (CCB mua 75% cổ phần của Metdist Trading Ltd năm 2016)
- INTL FCStone Ltd
- Société Générale International Ltd
- Sucden Financial Ltd
- Triland Metals Ltd

Ngoài 9 công ty có đặc quyền giao dịch trong sàn, khoảng 100 công ty khác cũng tham gia vào LME.

## Kim loại quý
Các kim loại quý như vàng và bạc không được giao dịch tại LME, mà được giao dịch tại thị trường ngoài sàn, thường được nhắc tới như là Thị trường vàng bạc London (London Bullion Market), bởi các thành viên của Hiệp hội Thị trường vàng bạc London (London Bullion Market Association, LBMA). Platin và paladi được giao dịch tại thị trường platin và paladi London (London Platinum and Palladium Market, LPPM). Các thành viên của LBMA và LPPM giao dịch kim loại quý trên thị trường giao ngay trên Dịch vụ môi giới điện tử (Electronic Broking Services/Electronic Broking Systems, EBS) — do ICAP cung cấp tháng 6 năm 2006. Nhiều công ty tham gia kinh doanh kim loại không cơ bản là các thành viên của Hiệp hội Giao dịch Kim loại Không cơ bản (Minor Metal Trade Association, MMTA).
Tuy nhiên, LME cung cấp các dịch vụ khớp lệnh và kết toán cho thị trường vàng bạc London và phân phối vàng, bạc, và các lãi suất kỳ hạn vàng IRS (hoán đổi lãi suất) nhân danh LBMA.

## Giao dịch điện tử
LME khai trương sàn giao dịch điện tử gọi là LME Select vào tháng 2 năm 2001. Nó được cung cấp bởi một công ty phần mềm Thụy Điển là Cinnober. Sàn giao dịch điện tử này là một sàn giao dịch trên cơ sở FIX (Financial Information Exchange), góp phần tăng đáng kể khối lượng và giá trị giao dịch của LME. Thời gian giao dịch LME Select là từ 01h00 đến 19h00 theo giờ London.

## Các điểm giao hàng
Là thị trường của "cứu cánh cuối cùng", ngành công nghiệp khai thác, luyện kim và sử dụng kim loại có thể sử dụng quyền chọn giao hàng của LME để bán hàng tồn kho vào khoảng thời gian cung dư thừa cũng như là nguồn cung cấp kim loại vật chất vào khoảng thời gian cầu vượt trội. Trên thực tế, giao hàng hóa vật chất chỉ diễn ra ở một tỷ lệ rất nhỏ ở LME do phần lớn các tổ chức sử dụng LME chủ yếu cho mục đích phòng hộ. Tuy nhiên, tỷ lệ phần trăm nhỏ này với kết quả là giao hàng vật chất, có vai trò quan trọng trong việc tạo ra sự hội tụ giá.

## Kho tàng
Để hỗ trợ cho cơ chế này, LME phê chuẩn và cấp phép cho một mạng lưới kho tàng và tiện ích lưu giữ trên khắp thế giới. Tranh cãi đã nảy sinh vào năm 2013 khi LME thực hiện các biện pháp để hạn chế sử dụng kho tàng của mình để tích trữ nhôm. Tháng 3 năm 2014, Tòa cao (High Court) Anh đã ra phán quyết có lợi cho Rusal, công ty Nga sản xuất nhôm lớn nhất thế giới, khi cho rằng các biện pháp hạn chế mà LME dự định áp dụng là không hợp pháp khi chưa xem xét tới các giải pháp thay thế khác.
Các công ty kho vận phải đạt được các tiêu chuẩn chặt chẽ trước khi được LME phê chuẩn cho phép giao nhận kim loại. Các công ty hiện nay được cấp phép bao gồm:
- Henry Bath
- Henry Diaper & Co. Ltd
- Steinweg
- Metro International Trade Services
- Pacorini Metals
- CWT Commodities (Metals) Pte Ltd Lưu trữ ngày 30 tháng 3 năm 2014 tại Wayback Machine
- N.E.M.S Warehousing and Logistics Lưu trữ ngày 21 tháng 1 năm 2013 tại Wayback Machine